# سیارک ۱۲۵۴۸
سیارک ۱۲۵۴۸ (به انگلیسی: 12548 Erinriley، نامگذاری:1998QJ25) دوازده هزار و پانصد و چهل و هشتمین سیارک کشف شده‌است که در ۱۷ اوت ۱۹۹۸ کشف شد.
قدر مطلق سیارک برابر ۱۷.۸ است.